# كماليات السيارة
كماليات السيارة : هي مجموعة من المعدات والأدوات التي تستخدم في السيارات.

## أنواع مكملات السيارة
أنواع مكملات السيارة: 
1. المختص بالتصميم الخارجي.
2. المختص بالتصميم الداخلي.
3. المختص بسرعة السيارة وقوتها.
4. الإضاءة والكهرباء.
5. النظافة والعناية بالسيارة والعطور.
6. التعديل في شكل وهيئة السيارة.

## أمثلة على مكملات السيارة

### حامل الهاتف الذكي المتنقل
يستخدم هذا الحامل لتثبيت الهاتف المتنقل داخل السيارة؛ حيثُ يمكن تثبيت هذا الحامل على الزجاج أو أي مكان في السيارة ومن ثم وضع الهاتف داخل الحامل. ومن أهم إستخداماته :
- تشغيل الجى بى اس (GPS) على الجهاز.

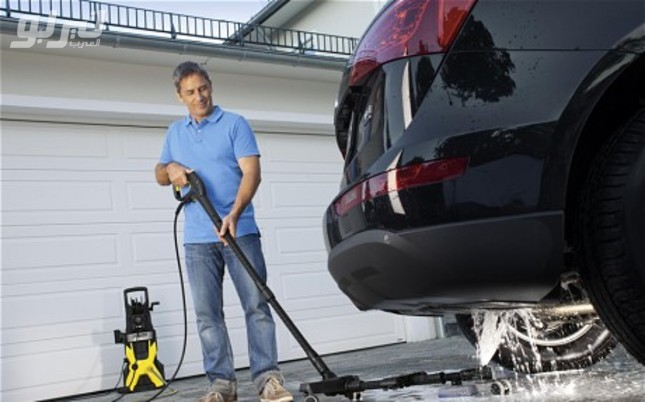
منظف الشاسية للسيارة لغسلها من الأسفل

- تشغيل الموسيقى.
- إجراء المكالمات.

### مكنسة كهربائية[1]
تستخدم في تنظيف السيارة من الأتربة و الأوساخ؛ حيثُ تتمز بصغر حجمها والقدرة على تغيير رؤوسها إلى أشكال مختلفه للوصول لجميع أجزاء السيارة الداخليه.

### منظف الشاسية
من المهم جدا الحفاظ على نظافة الجزء السفلى من السيارة لذلك منظف الشاسية ينظف السيارة من الأسفل ويقوم على الحفاظ عليها من الأوساخ الملتقطة من الطروقات.